# Blooming Blue
Blooming Blue (с англ. — «Цветущий Синий») — третий мини-альбом южнокорейской певицы Чонхи. Он был выпущен MNH Entertainment и был распространен компанией Stone Music Entertainment 18 июля 2018 года с ведущим синглом «Love U».

## Релиз
Альбом был выпущен 18 июля 2018 года через несколько музыкальных порталов, включая MelOn и iTunes.

## Коммерческий успех
Blooming Blue дебютировал и достиг 9-го места в чарте альбомов Gaon. На своей второй неделенеделе альбом упал до 39 строчки, и 68 строчки  неделей позже. Альбом находился в чарте в течение пяти недель подряд.
Blooming Blue стал 29-м самым продаваемым альбомом июля 2018 года с 8,826 проданными физическими копиями. Альбом продал более 9,992 копий по состоянию на август 2018 года.

## Трек-лист
| №                   | Название            | Текст песни                                                                   | Музыка                                                               | Arrangement                           | Длительность |
| ------------------- | ------------------- | ----------------------------------------------------------------------------- | -------------------------------------------------------------------- | ------------------------------------- | ------------ |
| 1.                  | «BB»                |                                                                               | Vincenzo Fuxxy Any Masingga                                          | Vincenzo                              | 1:17         |
| 2.                  | «Love U»            | Iggy (Oreo) Cino (Oreo) Uh-kim (Oreo)                                         | Iggy (Oreo) Cino (Oreo) Uh-kim (Oreo)                                | Iggy (Oreo) Cino (Oreo) Uh-kim (Oreo) | 3:10         |
| 3.                  | «Cherry Kisses»     | Vincenzo Coach & Sendo Anne Judith Wik Nermin Harambasic Ronny Vidar Svendsen | Coach & Sendo Anne Judith Wik Nermin Harambasic Ronny Vidar Svendsen | Coach & Sendo                         | 3:14         |
| 4.                  | «Drive»             | Vincenzo Fuxxy Any Masingga                                                   | Vincenzo Fuxxy Any Masingga                                          | Any Masingga                          | 3:16         |
| 5.                  | «From Now On»       | Baek Ye-rin                                                                   | Baek Ye-rin                                                          | Cloud                                 | 3:29         |
| Общая длительность: | Общая длительность: | Общая длительность:                                                           | Общая длительность:                                                  | Общая длительность:                   | 14:26        |

## Чарты
| Чарты (2018)            | Пиковые позиции |
| ----------------------- | --------------- |
| Республика Корея (Gaon) | 9               |